# Barrio de Españita
Barrio de Españita är en ort i Mexiko.   Den ligger i kommunen San Agustín Tlaxiaca och delstaten Hidalgo, i den sydöstra delen av landet, 80 km norr om huvudstaden Mexico City. Barrio de Españita ligger 2 425 meter över havet och antalet invånare är 753.
Terrängen runt Barrio de Españita är huvudsakligen kuperad, men åt sydost är den platt. Runt Barrio de Españita är det ganska tätbefolkat, med 60 invånare per kvadratkilometer. Närmaste större samhälle är Pachuca de Soto, 13,1 km öster om Barrio de Españita. Trakten runt Barrio de Españita består till största delen av jordbruksmark.